# 両性界面活性剤
両性界面活性剤（りょうせいかいめんかっせいざい、英：amphoteric surfactant）は pH によって親水基の部分がプラスに帯電したり、マイナスに帯電したりする界面活性剤。
塩酸アルキルジアミノエチルグリシンを用いた洗浄・消毒剤が医療・介護現場において使用されている。

## 用途
洗浄および消毒
洗浄力が強いため、機材、浴槽、医療用バケツなどの洗浄・消毒に用いられる。手指や皮膚への薬剤としての使用は可能な製品もあるが、脱脂性が高くあまり適さない。消毒効果は以下のとおり。
- 一般細菌 - 一般的に有効
- 酵母真菌 - 有効、ただし抵抗性[2]
- 結核菌 - 有効、ただし抵抗性[2]
- 緑膿菌 - 有効、ただし抵抗性[2]
- アクロモバクター属（英語版） - 抵抗性（長期使用・継ぎ足しによる不適切な使用）
- 糸状真菌 - 無効
- その他のウイルス全般 - 無効
- その他の芽胞を持つ細菌 - 無効

クロルヘキシジンや塩化ベンザルコニウムなどと異なり、結核菌に抗菌スペクトルを有するのが特徴。そのため結核患者の病室床・壁などの周辺環境消毒にも利用される。ただし結核菌への効果が得られにくい（高濃度、長時間暴露が必要）とする見解もある。
医療用器具の消毒には物体表面に残留しやすいため十分な洗浄が必要である。

## 構造・用途
親水基としてカルボン酸構造（アニオン部分）や第4級アンモニウム（カチオン部分）を持つものが多い。
シャンプー・洗顔料・工業用洗剤・化粧品等に使われる。

## 主な両性界面活性剤
界面活性剤の一覧も参照。
- ベタイン型

R=C11H23のコカミドプロピルベタイン（Cocamidopropyl betaine）はシャンプーに配合されている。
- スルホベタイン型

R=C11H23のコカミドプロピルヒドロキシスルタインは増泡剤としてシャンプーに配合されている。
- アルキルベタイン型 RN+(CH3)2CH2COO-

## 合成

### ベタイン型
ヤシ油脂肪酸（主にラウリン酸）とジメチルアミノプロピルアミンを加熱・縮合させる。
R-COOH+N(CH3)2(CH2)3NH2 → R-CONH(CH2)3N(CH3)2
生成物とクロロ酢酸ナトリウムを反応させる。
R-CONH(CH2)3N(CH3)2+ClCH2COONa → RCONH(CH2)3N+(CH3)2CH2COO-+NaCl

### アルキルベタイン型
3級アルキルアミンとクロロ酢酸ナトリウムを反応させる。
RN(CH3)2+ClCH2COONa →RN+(CH3)2CH2COO-+NaCl